# Pontella cristata
Pontella cristata är en kräftdjursart som beskrevs av Krämer 1896. Pontella cristata ingår i släktet Pontella och familjen Pontellidae. Inga underarter finns listade i Catalogue of Life.